# 16044 Куртбахман
16044 Куртбахман (16044 Kurtbachmann) — астероїд головного поясу, відкритий 6 квітня 1999 року.
Тіссеранів параметр щодо Юпітера — 3,274.